# Jackson Jesús Rodríguez Ortíz
Jackson Jesús Rodríguez Ortíz (Rubio, Táchira, 25 de febrer de 1985) és un ciclista veneçolà, professional des del 2008. En el seu palmarès destaquen diverses victòries d'etapa de curses de l'UCI Amèrica Tour, com la Volta a Veneçuela o la Volta al Táchira, i la general de la Volta a Mèxic.

## Palmarès
- 2004
  - Campió panamericà sub-23 en ruta
- 2005
  - Vencedor d'una etapa a la Volta al Táchira
- 2006
  - Vencedor d'una etapa a la Volta al Táchira
  - Vencedor d'una etapa a la Volta a Cuba
  - Vencedor d'una etapa a la Volta a Veneçuela
  - Vencedor d'una etapa al Clàssic Ciclístic Banfoandes
- 2008
  - Vencedor d'una etapa a la Volta a la Independència Nacional
  - Vencedor d'una etapa a la Volta a l'Alentejo
  - Vencedor d'una etapa a la Volta a Veneçuela
- 2009
  - 1r a la Volta a Mèxic i vencedor d'una etapa
  - Vencedor d'una etapa al Tour de Langkawi
- 2010
  - Vencedor d'una etapa al Tour de San Luis
- 2012
  - Vencedor d'una etapa a la Volta a Veneçuela
- 2013
  - Vencedor de 2 etapes a la Volta a Veneçuela
- 2016
  - Vencedor d'una etapa a la Volta al Táchira
- 2017
  - Vencedor d'una etapa a la Volta al Táchira

### Resultats al Giro d'Itàlia
- 2009. 26è de la classificació general
- 2010. 51è de la classificació general
- 2011. Abandona
- 2012. 49è de la classificació general
- 2013. 50è de la classificació general
- 2014. 86è de la classificació general